# Dealu Corbului, Maramureș
Dealu Corbului este un sat în comuna Vima Mică din județul Maramureș, Transilvania, România.

## Istoric
Prima atestare documentară: 1954, cătun al satului Vima Mare. 

## Etimologie
Etimologia numelui localității: din top. Deal (< subst. deal „formă de relief" < sl. dělŭ) + determinantul subst. Corb (< subst. corb „pasăre omnivoră" < lat. corvus). 

## Demografie
La recensământul din 2011, populația era de 91 locuitori. 